# Нга (тибетская буква)

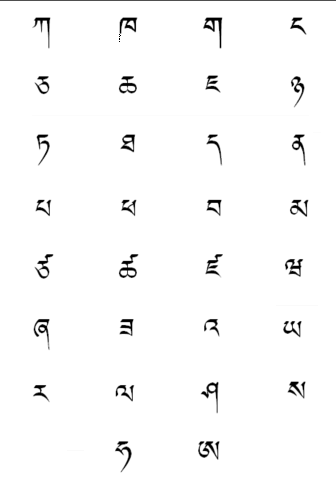

Нга (ང) — четвёртая буква тибетского алфавита, велярный носовой согласный. В тибетском букваре ассоциируется со словом нга — «я» (личное местоимение первого лица единственного числа). Согласно словарю Рериха в тантрическом буддизме символизирует распад санскар — впечатлений ума. В слове может быть или слогообразующей буквой, или финалью. Как слогообразующая присутствует в восьми инициалях. В пагинации и нумерации книг буква нга соответствует числу 4, нги — 34, нгу — 64, нгэ — 94 и нго — 124.
Порядок расположения инициалей в словаре:
| Инициаль | Дакчха        | Пример              |
|          | Нга           |                     |
|          | Даонганга     |                     |
|          | Маонганга     |                     |
|          | Рангатанга    |                     |
|          | Лангатанга    |                     |
|          | Сангатанга    | дукнгэл - страдание |
|          | Баорангатанга |                     |
|          | Баосангатанга |                     |

В словаре раздел нга занимает около трёх процентов объёма.

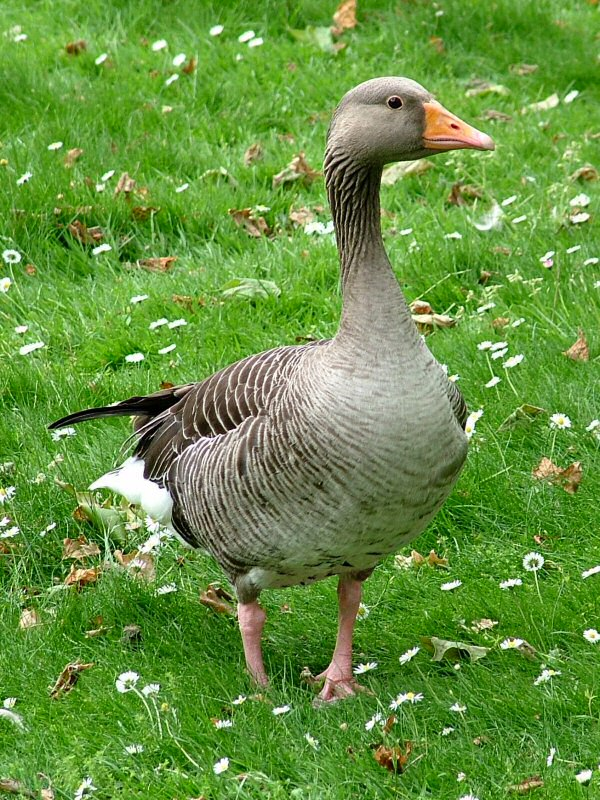
Нганпа -   - гусь
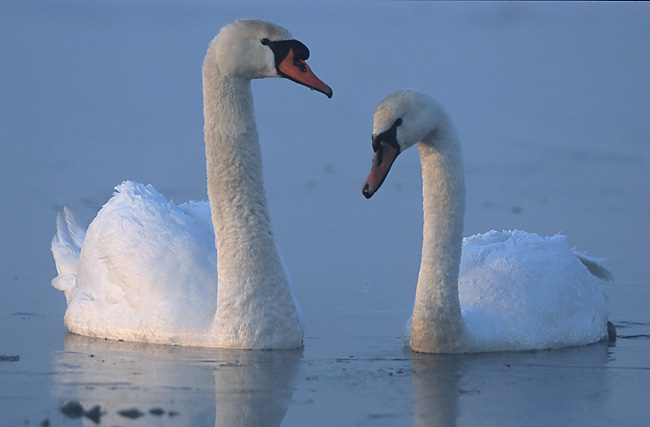
Нганкар -  - лебедь (белый гусь)
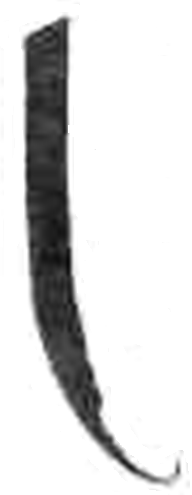
Нга рукописный (умэ)
Нга пхакпа

- Топонимы: Нгамринг  — населённый пункт на трассе Годао 219.

Буква «нга» шрифтом ранджана: